# Halové mistrovství Evropy v atletice 2009 – běh na 3000 metrů mužů
Běh na 3000 metrů mužů na halovém mistrovství Evropy v atletice 2009 se konalo v italském Turíně ve dnech 6. března až 8. března 2009; dějištěm soutěže byla hala Oval Lingotto. Ve finálovém běhu zvítězil reprezentant Velké Británie Mohamed Farah.
Mohamed Farah, který většinu finálového závodu odběhl na první pozici, zlepšil rekord HME o více než tři sekundy a pod hodnotu stávajícího rekordu se vešli i zbývající medailisté (předchozí rekord, ustavený na šampionátu ve Vídni roku 2002 Albertem Garcíou, měl hodnotu 7:43,89).
| Umístění         | Sportovec         | Čas        |
| ---------------- | ----------------- | ---------- |
| Zlatá medaile    | Mohamed Farah     | 7:40,17 CR |
| Stříbrná medaile | Bouabdellah Tahri | 7:42,14    |
| Bronzová medaile | Jesús España      | 7:43,29    |
| 4.               | Sergio Sánchez    | 7:45,29    |
| 5.               | Selim Bajrak      | 7:45,46 NR |
| 6.               | Nick McCormick    | 7:52,07    |
| 7.               | Olle Walleräng    | 7:56.44    |
| 8.               | Gezachw Yossef    | 8:01,78    |
| 9.               | Francisco España  | 8:03,45    |
| 10.              | Martin Pröll      | 8:04,03    |
| 11.              | Mark Draper       | 8:10,19    |
| 12.              | Albert Minczér    | 8:10,55    |